# Крандакова, Елена Васильевна
Елена Васильевна Крандакосва (укр. Олена Василівна Крандакова; род. 20 сентября 1951, Дзвониха, Винницкая область) — украинский государственный деятель, главный экономист совхоза-завода «Золотое поле» Кировского района АР Крым, начальник управления кадрового обеспечения Пенсионный фонд Украины. Народный депутат Украины 2-го созыва.

## Биография
Родилась в семье директора школы Василия Семенюка.
В 1971 году окончила факультет промышленного и гражданского строительства Бахчисарайского строительного техникума Крымской области.
В 1971 — ноябре 1972 года-мастер-строитель ПМК-197 треста «Одессильстрой», работала в совхозе «Троицкий» Беляевского района Одесской области. В ноябре 1972 года переехала в город Бахчисарай Крымской области.
В 1973—1974 годах — медсестра-воспитатель бахчисарайских детских яслей детского комбината № 8.
В 1974—1976 годах — бухгалтер базы ядохимикатов Бахчисарайского районного отделения «Сельхозтехника» Крымской области.
В 1976—1981 годах — старший агроном-экономист по минудобрениям, в 1981—1983 годах-экономист по сельскохозяйственному анализу, в 1983—1987 годах — старший экономист по вопросам оплаты труда и нормирования совхоза имени Коминтерна Бахчисарайского района Крымской области. Член КПСС.
В 1986 году заочно окончила факультет экономики Крымского сельскохозяйственного института, экономист-организатор сельскохозяйственного производства.
С 1987 года — главный экономист совхоза-завода «Золотое поле» Кировского района Крымской области.
В 1990 году заочно окончила Институт марксизма-ленинизма, политолог. В 1991 году заочно окончила Институт народного хозяйства имени Плеханова по специальности «международные экономические отношения».
Народный депутат Украины с 04.1994 (2-й тур) по 04.1998, Кировский избирательный округ № 38, Республика Крым. Секретарь Комитета по вопросам бюджета. Член фракции «Социально-рыночный выбор».
В апреле 1995 — ноябре 1996 года — председатель Комитета по делам женщин, материнства и детства при Президенте Украины.
С июля 1998 года — главный консультант-эксперт Управления обеспечения связей с Верховной Радой Украины Администрации Президента Украины; заместитель начальника управления пенсионного обеспечения, заместителя начальника управления по вопросам международного сотрудничества и иностранных пенсий, начальник управления кадрового обеспечения Пенсионного фонда Украины.
Закончила 4 курса Национальной юридической академии Украины имени Ярослава Мудрого.
С 2006 года — исполнительный директор Ассоциации народных депутатов Украины. Председатель Международного благотворительного фонда «Благовест».

## Награды и звания
- Заслуженный экономист Украины (03.1997)